# Waldram (Bibliothekar)
Waldram (auch Walthram; † nach 926) war von 905 bis 909 Bibliothekar des Klosters St. Gallen.
Erstmals urkundlich bezeugt ist Waldram im Jahr 885. Wahrscheinlich ab 895 amtete er als Subdiakon, ab 902 als Diakon. Er trat als Urkundenschreiber in Erscheinung und verfasste 906 drei Gedichte an Dado von Verdun, 911 ein Begrüssungsgedicht für Konrad I. sowie zwei Hymnen. Er starb an einem 14. November.